# Babna Reka
Babna Reka je naselje v Občini Šmarje pri Jelšah.